# Günter Maurischat
Günter Maurischat (* 22. Januar 1930 in Königsberg/Ostpreußen; † 19. Oktober 2011 in Schweinfurt) war ein deutscher Musiker (Organist, Kantor, Pädagoge und Komponist), der von 1959 bis 1998 an der Stadtkirche Jever/Friesland  und zwischen 1958 und 1992 am Mariengymnasium Jever  wirkte.

## Leben und Wirken
Nach dem Abitur in Oldenburg studierte Günter Maurischat Schul- und Kirchenmusik in Freiburg im Breisgau, u. a. bei Walter Kraft, Harald Genzmer und Fritz Neumeyer, sowie Musikwissenschaft (Willibald Gurlitt) und Germanistik. Von 1952 bis 1956 wirkte er als Kirchenmusiker an der Melanchthon-Kirche in Freiburg-Haslach. Nach dem Referendariat ging er 1958 als Lehrer an das Mariengymnasium in Jever, wo er bis 1992 tätig war. 1959 übernahm er die Stelle des Kantors und Organisten an der Stadtkirche Jever. Im selben Jahr gründete er die Stadtkantorei Jever, die sich unter seiner Leitung zu einem leistungsfähigen Oratorienchor entwickeln konnte, den Maurischat bis zu seinem Ruhestand 1998 leitete.
Die Alfred-Führer-Orgel in der jeverschen Stadtkirche wurde von Maurischat geplant, disponiert und 1966 eingeweiht. Als Organist und Cembalist spielte Maurischat in vielen Orten des In- und Auslandes sowie in Rundfunk und Fernsehen.
1983 wurde Maurischat der Titel „Kirchenmusikdirektor“ verliehen.
Maurischats Kompositionen umfassen neben Orgel- und Chormusik auch Liedvertonungen niederdeutscher Lyriker (Oswald Andrae, Hein Bredendiek, Alma Rogge, Greta Schoon) sowie Kammer- und Orchestermusik. Einige seiner Kompositionen erschienen im Druck. Auch als Herausgeber Alter Musik (Telemann: Kleine Kammermusik) war Maurischat tätig.

## Diskografie (LP)
- Orgelmusik in Jever; Werke von Buxtehude, Mendelssohn und v. Bausznern, PAPE Orgeldokumente 5, LP OD 5, 1972 (G. Maurischat, Orgel)
- Günter Maurischat spielt Werke der Renaissance und des Barock an der Kayser-Orgel in Hohenkirchen, PAPE Orgeldokumente 9, FSM 63 709 POD, 1974
- Chormusik in der Stadtkirche Jever; Werke u. a. von Reger, Bach, Schütz und Maurischat, Stadtkantorei Jever (Ltg.: G. Maurischat), 1975
- Fünfzig Jahre Orgelbau Führer; div. Interpreten, Pape Verlag, Teldec 66.22959, 1982
- E. Pepping / G. Maurischat; Liederzyklen nach Klaus Groth und Greta Schoon, Kinnerriemels - Jung gewesen, Annetraud Flitz (Alt), Karl-Ludwig Kramer (Klavier), Aulos-Verlag Viersen, AUL 53596, 1987

## Gedruckte Kompositionen
- Moorlandsblömen, 3 Chorleden na Woorden van Hein Bredendiek, (4-stg. gem. Chor a cappella, in der Reihe Plattdütsk Chormusik), ADU-Verlag, 1991
- Toccata improvisa f. Orgel, Heinrichshofens Verlag N 2292, 1993
- Suite g-moll für 3 Trompeten und 3 Posaunen, Heinrichshofens Verlag N 3792, 1994
- Chume chum Geselle min, Variationen f. 3 Blockflöten (ATB), Heinrichshofens Verlag N 2319, 2002
- G. Ph. Telemann; Die kleine Kammermusik (hg. v. G. Maurischat), Heinrichshofens Verlag N 2002, 1985

## Schriften
- Hundert Jahre Musik in der Stadtkirche Jever. In: Ein Blick zurück. Beiträge zur Geschichte des Jeverlandes, herausgegeben vom Jeverländischen Altertums- und Heimatverein. Mettcker, Jever 1986, S. 72–89.